# Divisione di Belgaum
Belgaum è una divisione dello stato federato indiano di Karnataka, e ha come capoluogo Belgaum.
La divisione di Belgaum comprende i distretti di Bagalkot, Belgaum, Bijapur, Dharwad, Gadag, Haveri e Kannada Settentrionale.